# Niałk
Niałk Duży i Niałk Mały to dwa połączone ze sobą jeziora o łącznej długości 840 m i szerokości nie przekraczającej 300 m, położone na północny zachód od jeziora Wojnowo, w sąsiedztwie wsi Ruda (po wschodniej stronie jezior), w województwie warmińsko-mazurskim, w powiecie giżyckim, gminie Giżycko.
Jeziora są płytkie (w najgłębszym miejscu 2 m) i zarośnięte, a ich zalesione, niskie brzegi nie nadają się do postoju. Dostęp do brzegu jest możliwy po obu stronach przesmyku między jeziorami. Wejście na Niałk Duży otwiera się w południowo-wschodnim krańcu jeziora Niegocin.